# 杨智宽
杨智宽（？—），中华人民共和国政治人物、外交官。

## 生平
1999年1月，出任中华人民共和国驻基里巴斯大使。2001年11月，出任中华人民共和国驻巴巴多斯大使。2005年3月，自驻巴巴多斯大使离任。